# Irlenborn

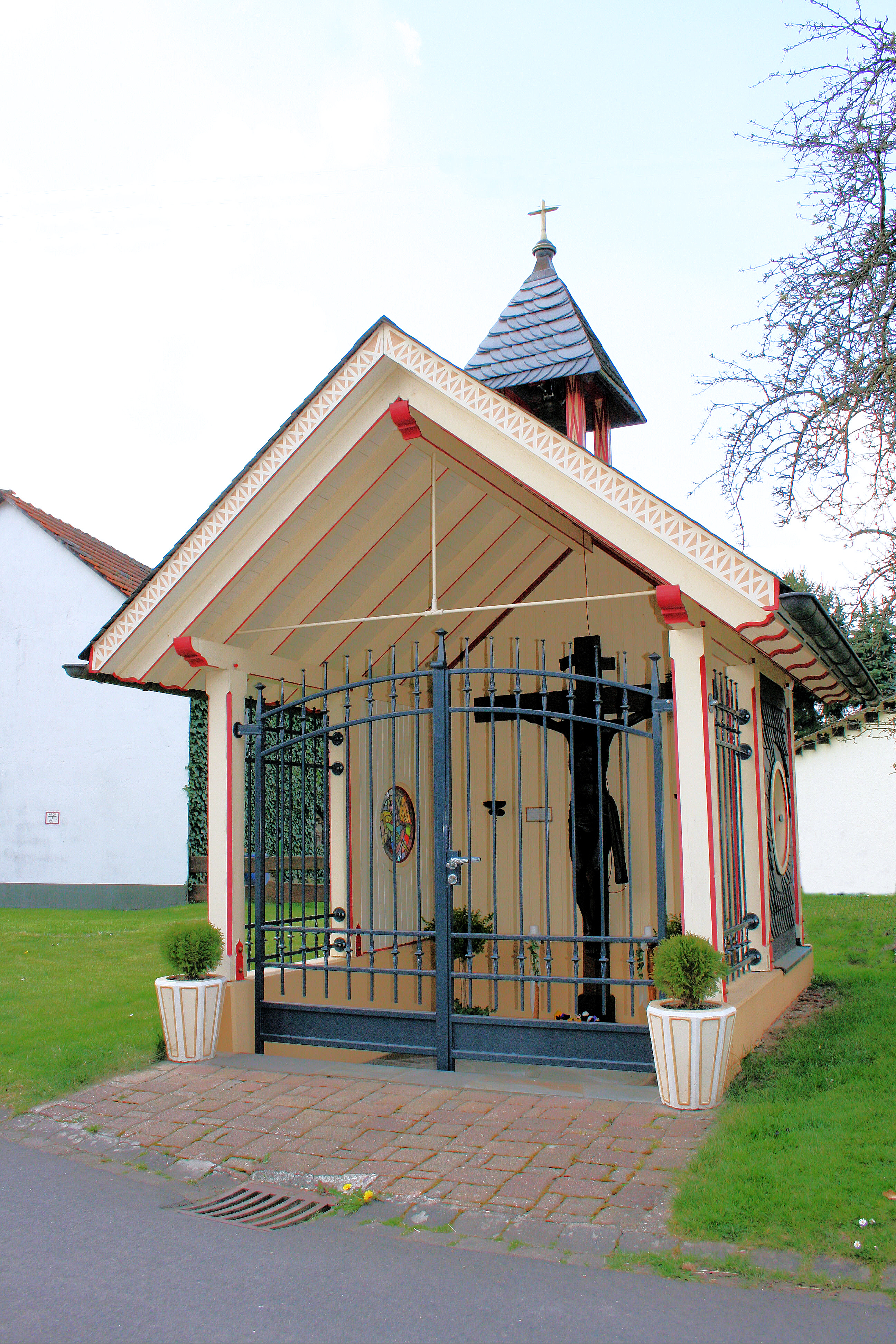
Die Irlenborner Kapelle

Irlenborn ist ein Ortsteil der Gemeinde Eitorf im Rhein-Sieg-Kreis.

## Lage
Irlenborn liegt auf dem Lindscheid in einer Höhe von 180 bis 190 m ü. NHN. Nachbarorte sind neben Eitorf Wassack, Scheidsbach und Hausen.

## Einwohner
1885 hatte Irlenborn 28 Wohngebäude und 150 Einwohner.
1925 waren hier 45 Haushalte verzeichnet, darunter der Gastwirt Wilhelm Welteroth und der Oberlandjäger Karl Westphal.